# 폴 호건
폴 호건(영어: Paul Hogan, 1939년 10월 8일 ~ )은 오스트레일리아의 배우이자 희극인이다. 스스로 각본을 쓰고 연기를 한 《크로커다일 던디》로 1986년 골든 글로브상 뮤지컬 코미디 부문 남우주연상을 수상했다.

## 출연 작품
- 크로커다일 던디
- 라이트닝 잭